# MfG – Mit freundlichen Grüßen
MfG – Mit freundlichen Grüßen ist ein Lied der deutschen Hip-Hop-Gruppe Die Fantastischen Vier. Der Song ist die erste Singleauskopplung ihres fünften Studioalbums 4:99 und wurde am 21. März 1999 veröffentlicht.

## Inhalt

### Form
Der Beginn von MfG – Mit freundlichen Grüßen stammt aus der deutschen Vertonung der Lichtshow an den Pyramiden von Gizeh, die dort seit Beginn der 1960er-Jahre aufgeführt wird. Der verwendete Teil „Nun, da sich der Vorhang der Nacht von der Bühne hebt, kann das Spiel beginnen, das uns vom Drama einer Kultur berichtet.“ ist auch im Spielfilm James Bond 007 – Der Spion, der mich liebte zu hören. Die deutsche Synchronfassung des Filmes weicht dabei etwas vom Originaltext der Lichtshow ab.
Die einzelnen Zeilen der Strophentexte bestehen in der Regel aus drei aneinandergereihten Akronymen mit meist drei Buchstaben, die mit Ausnahme der allerersten Zeile in einem Sinnzusammenhang stehen, siehe beispielsweise die zweite Zeile „BRD, DDR und USA“, in der alle aufgezählten Abkürzungen Staaten bezeichnen. Diese Sinnzusammenhänge sind teils indirekter Natur, so stehen beispielsweise „RAF, LSD und FKK“ in dem Zusammenhang, dass LSD-Konsum bei vielen jungen Menschen in den 1950er und 1960er Jahren (darunter viele Hippies und einige 68er) zum Hinterfragen gesellschaftlich etablierter Überzeugungen führte, was nicht nur die Freikörperkultur beförderte, sondern auch die Westdeutsche Studentenbewegung der 1960er Jahre mit anstieß, aus welcher heraus sich wiederum die Rote Armee Fraktion entwickelte.
Von der üblichen Form werden allerdings viele Ausnahmen (oft humoristischer Natur) gemacht; so wird die dritte Abkürzung oft durch Begriffe oder Kommentare ersetzt, die aus drei oder vier Silben bestehen wie „ojemine“, „ihr könnt mich mal“, Eschede oder Hubert Kah.

### Bedeutung
Die Band kritisiert mit diesem Lied die Entwicklung der Deutschen Sprache mit ihren zahlreichen Abkürzungen und Akronymen, deren wörtliche Bedeutung man teilweise noch nie gehört hat, und darauf aufbauend die Entfremdungsprozesse unserer heutigen Gesellschaft.
Der Refrain enthält die folgenden, zusammenhängenden Sätze:

„MfG – mit freundlichen Grüßen

Die Welt liegt uns zu Füßen, denn wir stehen drauf

Wir gehen drauf für ein Leben voller Schall und Rauch

Bevor wir fallen, fall’n wir lieber auf“

„Schall und Rauch“ ist Teil einer verbreiteten Redewendung (etwas ist „nur Schall und Rauch“) und entstammt ursprünglich Goethes Faust. Eine Tragödie, in welcher es heißt „Name ist Schall und Rauch“. Die Band zeigt mit dem Extrembeispiel von Abkürzungen damit nicht nur die allgemeine Schwierigkeit, mit der (von Natur aus) vereinfachenden Sprache die Realität zu fassen, sondern übt weitergehend auch Kritik an der allgemeinen Sinnentleerung in der neoliberalen Moderne.

## Produktion
Das Lied wurde von den beiden Bandmitgliedern And.Ypsilon und Hausmarke produziert. Als Autoren fungierten alle vier Gruppenmitglieder.

## Musikvideo
Bei dem zu MfG – Mit freundlichen Grüßen gedrehten Musikvideo führte der deutsche Regisseur Zoran Bihać Regie.
Zu Beginn machen die Fantastischen Vier ein Selfie in einem Jeep, während im Hintergrund ein Bus auf sie zufährt. Sie fahren in einen Fotoladen und drucken die gemachten Bilder aus. Dabei werden jeweils passende Fotos zu den in der ersten Strophe gerappten Abkürzungen gezeigt. Während des Refrains führt die Gruppe eine Choreografie im Laden auf. Anschließend fahren sie wieder durch die Stadt und machen vor einem Zebrastreifen eine Vollbremsung, wodurch die ausgedruckten Bilder auf die Straße fallen und der Bus hinter ihnen einen Unfall hat. Im Hintergrund sieht man auch ein Flugzeug abstürzen. Aus dem Bus steigt eine Gruppe junger Putzfrauen aus, die damit beginnen, die Straße zu fegen, und sich dann als Cheerleader rhythmisch zur Musik bewegen. Die Fantastischen Vier stehen derweil auf dem Dach des Busses und springen anschließend herunter, um mitzutanzen.
Das Video gewann 1999 einen Comet in der Kategorie Video National.

## Single

### Covergestaltung
Das Singlecover ist sepiafarben und zeigt vier Palmen und Himmel. Am oberen Bildrand befindet sich der schwarze Schriftzug Die Fantastischen Vier, während der Titel MfG – Mit freundlichen Grüßen in Schwarz, rechts unten im Bild steht.

### Titelliste
1. MfG – Mit freundlichen Grüßen (Radioedit) – 3:34
2. MfG – Mit freundlichen Grüßen (Milla’s Benztown RMX) – 3:59
3. MfG – Mit freundlichen Grüßen (Stonediscobrothers RMX) – 5:24
4. MfG – Mit freundlichen Grüßen (Boogieman Remix) – 5:13
5. MfG – Mit freundlichen Grüßen (Historemix) – 4:08
6. MfG – Mit freundlichen Grüßen (Radio Instrumental) – 3:34
7. MfG – Mit freundlichen Grüßen (A Cappella) – 2:53

## Rezeption
Der Literaturkritiker Richard Kämmerlings erklärte MfG – Mit freundlichen Grüßen in der Frankfurter Allgemeine Zeitung zum „vielleicht hellsichtigsten Popsong zur bevorstehenden Jahrtausendwende“. Er hörte eine „Hymne der Individualisierung“, die „nichts weniger als eine Bestandsaufnahme des mentalen Haushalts einer Generation auf der Schwelle“ ist, „ein dreiminütiges Schaulaufen verblaßter Mythen des Alltags und damit zugleich ein Schwanengesang der Bonner Republik“. Dirk Schümer fühlte sich an Peter Rühmkorfs Lyrikexperimente der sechziger Jahre erinnert.

## Kommerzieller Erfolg

### Chartplatzierungen
MfG – Mit freundlichen Grüßen stieg am 5. April 1999 auf Platz 2 in die deutschen Charts ein, auf dem es sich fünf Wochen lang hielt. Insgesamt konnte sich der Song 16 Wochen in den Top 100 halten, davon zehn Wochen in den Top 10. In den deutschen Jahrescharts 1999 belegte die Single Rang 12. In Österreich und der Schweiz erreichte das Lied ebenfalls Position 2 und konnte sich jeweils 15 Wochen in den Charts halten.
| ChartsChartplatzierungen | Höchstplatzierung | Wochen |
| ------------------------ | ----------------- | ------ |
| Deutschland (GfK)        | 2 (16 Wo.)        | 16     |
| Österreich (Ö3)          | 2 (15 Wo.)        | 15     |
| Schweiz (IFPI)           | 2 (15 Wo.)        | 15     |

| ChartsJahrescharts (1999) | Platzierung |
| ------------------------- | ----------- |
| Deutschland (GfK)         | 12          |
| Österreich (Ö3)           | 23          |
| Schweiz (IFPI)            | 13          |

### Auszeichnungen für Musikverkäufe
MfG – Mit freundlichen Grüßen wurde noch im Erscheinungsjahr für mehr als 500.000 verkaufte Einheiten in Deutschland mit einer Platin-Schallplatte ausgezeichnet. Damit ist es bis heute die kommerziell erfolgreichste Single der Band sowie einer der meistverkauften Rapsongs in Deutschland.

| Land/Region        | Auszeichnungen für Musikverkäufe (Land/Region, Auszeichnung, Verkäufe) | Verkäufe |
| ------------------ | ---------------------------------------------------------------------- | -------- |
| Deutschland (BVMI) | Platin                                                                 | 500.000  |
| Insgesamt          | 1× Platin ·                                                            | 500.000  |

## Coverversionen
- 2025: Michael Patrick Kelly (Album: Sing meinen Song – Das Tauschkonzert, Vol. 12)[13]